# Jean le Rond d'Alembert
Jean le Rond D'Alembert o Jean Le Rond d’Alembert (pronunciación en francés: /ʒɑ̃ batist lə ʁɔ̃ dalɑ̃bɛːʁ/; París, 16 de noviembre de 1717-París, 29 de octubre de 1783) fue un matemático, filósofo y enciclopedista francés, uno de los máximos exponentes del movimiento ilustrado. Fue célebre por crear —con Diderot— L'Encyclopédie y por su labor en el campo de las matemáticas, relativo a las ecuaciones diferenciales y a las derivadas parciales.

## Biografía
Jean le Rond D'Alembert nació el 18 de noviembre del año 1717 en París, Francia, siendo hijo ilegítimo de Madame de Tencin y de Louis-Camus Destouches, el pequeño d'Alembert, recién nacido en 1717, fue abandonado en la puerta de la iglesia de Saint-Jean-le Rond (de ahí el nombre que se le impuso). Fue recogido luego por Madame Rousseau, mujer de pobre condición, la cual se ocupó de su crianza. D'Alembert, que en un principio se hizo llamar Daremberg, nunca fue reconocido por sus padres, pero Destouches sufragó los gastos de su educación, que pudo ser tan selecta como la de cualquier hijo de la nobleza. 
A los 18 años consiguió el título de bachillerato en artes, después de varios años de estudio en una escuela jansenista. Tras dos años de estudiar derecho, empezó a cursar la carrera de medicina, que pronto abandonó.
La gran pasión de d'Alembert fueron las matemáticas, que había aprendido en forma prácticamente autodidacta. En 1739, presentó su primer trabajo en la prestigiosa Academia de Ciencias de París. Dos años después, con tan solo 24 años de edad, fue elegido miembro de esa Academia. En 1743 publicó su Tratado de dinámica, obra fundamental en que formula el conocido principio de d'Alembert, que confirma la existencia de la inercia en un punto material, como reacción ejercida por ese punto frente a las fuerzas que actúan sobre él. Con ella, el joven d'Alembert alcanzó de inmediato prestigio en toda Europa, como uno de los pensadores científicos más reputados; Joseph-Louis Lagrange por ejemplo, afirmará que ese tratado «reduce la dinámica a la estática».
El filósofo d'Alembert siguió elaborando nuevos trabajos en el campo de la física matemática, entre ellos el titulado Tratado del equilibrio y del movimiento de los fluidos. En 1746, junto con Diderot recibió el encargo de traducir la Cyclopaedia de Ephraim Chambers. En 1747 comenzó la preparación de la Enciclopedia, colaborando ambos estrechamente.
En el año 1772 se le nombró secretario perpetuo de la Academia Francesa, escribiendo entonces los Elogios sobre los académicos fallecidos entre 1700 y 1770. Por todo ello d'Alembert representó un nuevo tipo de intelectual capaz de compaginar la pertenencia a la nueva red internacional de instituciones científicas (por otra parte subordinadas financieramente a los Estados-nación) y un ensayismo independiente y políticamente comprometido.
Muere en París el 29 de octubre de 1783 a la edad de 65 años, cuando ya gozaba de la reputación de ser uno de los pensadores más eminentes de la ilustración francesa. Se le enterró modestamente. Condorcet, amigo y sucesor suyo en ciertos terrenos matemáticos, acompañó su cortejo fúnebre. Además lo elogió en la Academia, pues había recibido ese puesto de manos de d'Alembert.

## Enciclopedia
En 1750, y siempre junto con Diderot, que fue el inspirador, comenzó la publicación de la Enciclopedia. La idea de traducir la obra inglesa de Chambers se convirtió enseguida en un proyecto original de adaptación y ampliación progresiva, dejando pronto su dependencia inicial.
D'Alembert escribió muy diversos artículos sobre matemáticas y literatura, además del Discurso preliminar. También participaron en la Enciclopedia filósofos como Voltaire, Montesquieu, Jean-Jacques Rousseau, Adam Smith, entre otros.
La ruptura con Diderot, en 1758, significó que este se ocuparía ya en solitario del trabajo de dirigir la Enciclopedia, aunque Diderot no olvidó sus polémicas con el cada vez más racionalista matemático en un original e irónico diálogo prebiológico: El sueño de d'Alembert. Pero, como dice Franco Venturi, d'Alembert contribuyó de un modo muy personal a esa obra. En todo caso, tuvo una mentalidad enciclopedista, lo que se pone de manifiesto en que, al final de su vida, escribió una Memoria personal contando cómo amaba las letras.
D'Alembert en el prólogo en la Enciclopedia dejó escrito lo siguiente:

No podemos esperar conocer la naturaleza mediante hipótesis vagas y arbitrarias, sino por el estudio reflexivo de los fenómenos, por la comparación que haremos de los unos con los otros, por el arte de reducir, en la medida de lo posible, un gran número de fenómenos a uno solo que puede ser mirado como su principio.
D' Alembert: Discurso preliminar a la Enciclopedia (1751) (fragmento)

D'Alembert escribió también la mayoría de los artículos sobre matemáticas, astronomía y física. Escribió (bajo la firma O) cerca de 1700 artículos, la mayoría de ellos relacionados con las matemáticas en sentido amplio pero redujo significativamente su nivel de participación desde 1762.
D'Alembert es uno de los cuatro escritores de artículos sobre astronomía, junto con Jean-Baptiste Le Roy, Johann Heinrich Samuel Formey y Louis de Jaucourt. Proporciona evidencia de heliocentrismo con los nuevos argumentos de la mecánica newtoniana. Adoptando un tono militante, no pierde ocasión de burlarse de los eclesiásticos y critica duramente a la Inquisición, juzgando en el Discurso Preliminar que "el abuso de la autoridad espiritual unida a la temporal obligaba a la razón a silenciar ; y casi prohibió a la raza humana pensar”.
"Pensar según uno mismo" y "pensar por sí mismo", fórmulas que se han hecho famosas, se deben a d'Alembert; se encuentran en el Discurso preliminar, Enciclopedia, volumen 1, 1751. Estas formulaciones son una reanudación de los mandatos antiguos (Hesíodo, Horacio).

## Filosofía y matemática
Su filosofía se caracterizó por su tolerancia en general y su escepticismo en el campo de la religión y de la metafísica. Se especializó en la filosofía natural y redactó el Discurso preliminar de la Encyclopédie dirigida por Denis Diderot. Ilustre filósofo, su pensamiento recibe la influencia de Descartes, Bacon, Newton y Locke. Expuso su doctrina en Elementos de Filosofía.
Abordó la matemática a través de la física, con el problema de los tres cuerpos (imposibilidad de encontrar ecuaciones de las trayectorias - inestabilidad del sistema), la precesión de los equinoccios (razón del deslizamiento de las estaciones), las cuerdas vibrantes (distintos modos de vibración - aplicación a la música). Esto le llevó a estudiar las ecuaciones diferenciales y las ecuaciones a las derivadas parciales. También inventó un criterio para distinguir una serie convergente de una divergente.

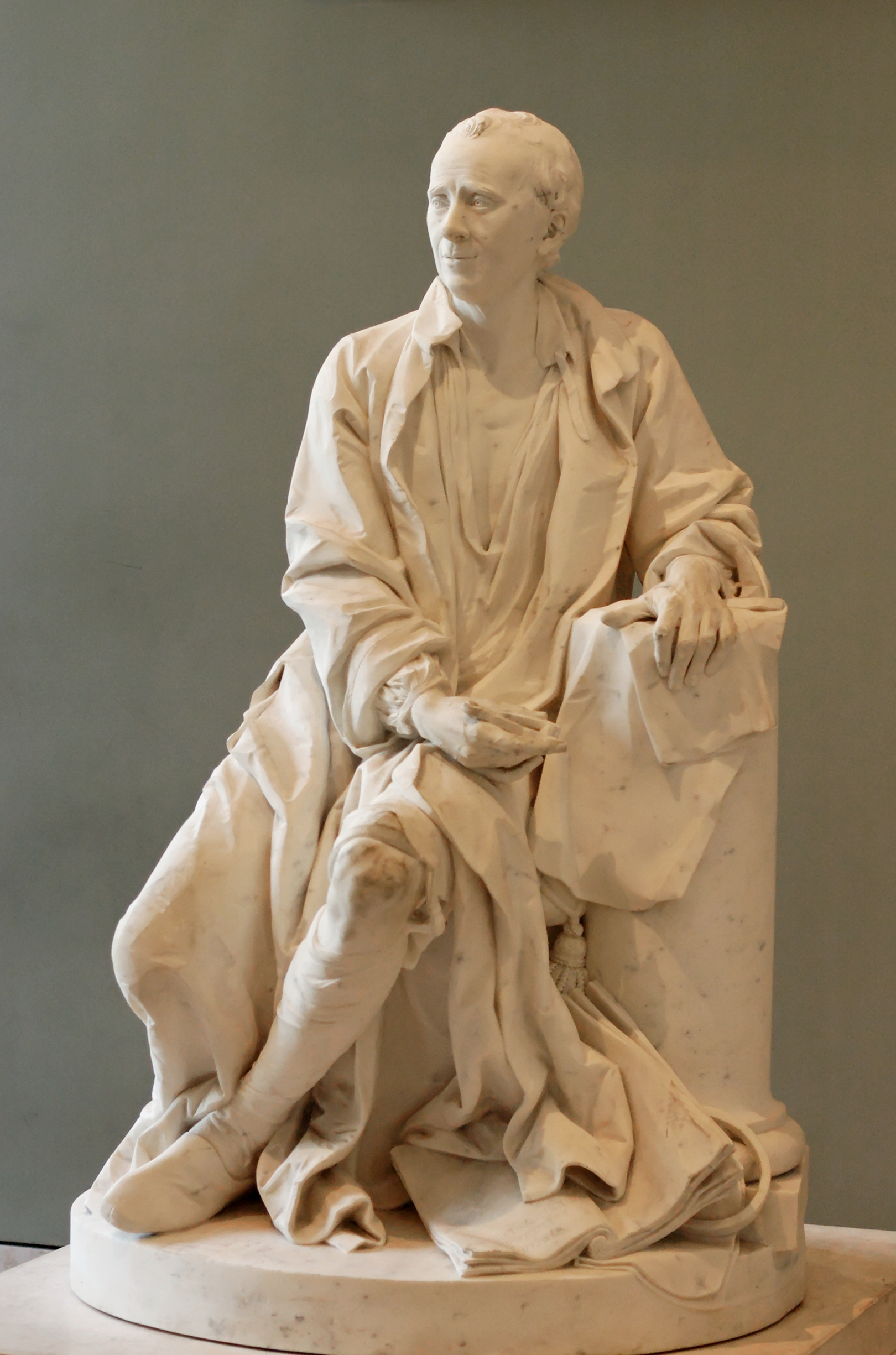
Jean le Rond d'Alembert (1717-1783). Retrato en mármol encargado antes de 1786.

Su obra maestra fue el Tratado de dinámica, donde enunció el teorema que lleva su nombre (principio de d'Alembert). El Teorema Fundamental del Álgebra recibe en algunos países de Europa el nombre de teorema de d'Alembert - Gauss, dado que d'Alembert fue el primero en dar una prueba casi completa sobre dicho teorema.

## Música
D'Alembert es considerado un teórico de la música, particularmente en Éléments de musique. Una controversia le opuso sobre este tema a Jean-Philippe Rameau.
Estudiando la vibración de las cuerdas, logró demostrar que el movimiento de una cuerda vibrante está representado por una ecuación diferencial parcial e indicó la solución general de esta ecuación. Esta ecuación de cuerda vibrante fue el primer ejemplo de la ecuación de onda. Esto convierte a d'Alembert en uno de los fundadores de la física matemática. Su obra estuvo en el origen de fructíferas polémicas cuando Leonhard Euler, siguiendo a Daniel Bernoulli, había dado, en forma de serie trigonométrica, una solución de la ecuación de las cuerdas vibrantes que parecía totalmente diferente de la de d'Alembert. De la discusión resultó que la solución trigonométrica podría adaptarse a la representación de una forma inicial arbitraria de la cuerda.

## Obras

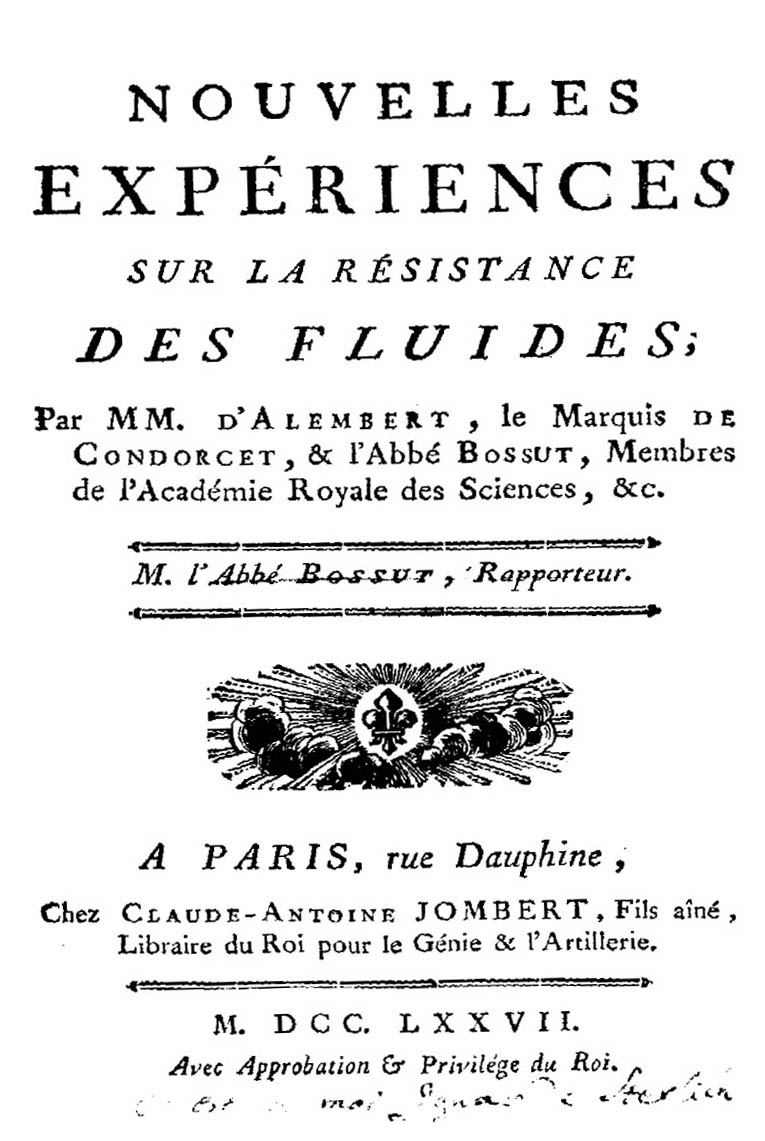
Nouvelles expériences sur la résistance des fluides

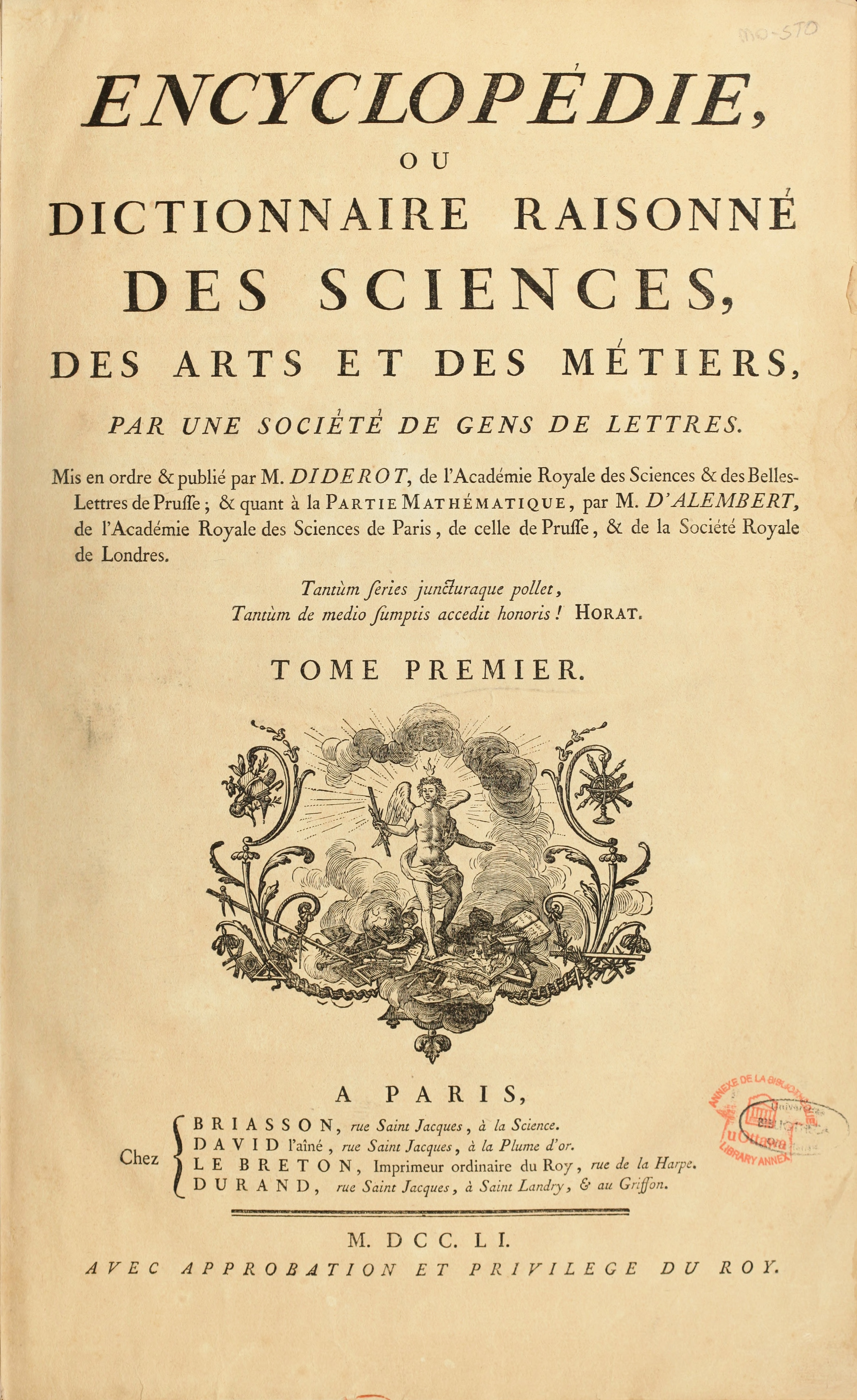
Primera página de la Enciclopedia o Diccionario Razonado de Ciencias, Artes y Oficios.

Su obra completa fue reeditada en 1805 por Jean-François Bastien y en 1821-1822 por Belin editor y Martin Bossange. Estas ediciones que se presentan como completas presentan en realidad  bastantes lagunas de gran parte de los escritos científicos y correspondencia, además de publicar apócrifos. Desde 1992, sus Obras completas han sido publicadas por Éditions du CNRS, en cinco series: Tratados, cuadernillos y memorias matemáticas (este conjunto forma dos series separadas por el año fundamental 1757) ; Artículos de la Enciclopedia (esta serie se fusionaría con la edición crítica colaborativa de la Enciclopedia ENCCRE); Escritos filosóficos, históricos y literarios y Correspondencia general.
- Textos científicos y matemáticos:
  - Mémoire sur le calcul intégral (Memorias sobre el cálculo integral) (1739), primera obra publicada
  - Mémoire sur la réfraction des corps solides (Memoria sobre la refracción de cuerpos sólidos) (1740)
  - Traité de dynamique (Tratado de dinámica) (1743 luego 1758) (Biblioteca Nacional de Francia: 35209593s)
  - Opuscules mathématiques (Cuadernillos matemáticos) (8 volúmenes, 1761-1780) (Biblioteca Nacional de Francia: 300091553)
  - Traité de l'équilibre et du mouvement des fluides : pour servir de suite au Traité de dynamique (Tratado sobre el equilibrio y el movimiento de los fluidos: como continuación del Tratado sobre dinámica) (1744) (Biblioteca Nacional de Francia: 37366950k)
  - Réflexions sur la cause générale des vents (Reflexiones sobre la causa general de los vientos), coon grabados de Jean-Baptiste Delafosse según Charles Eisen; (1747, París, Michel-Antoine David) (Biblioteca Nacional de Francia: 30009159g)
  - Recherches sur les cordes vibrantes (Investigación sobre cuerdas vibrantes) (1747)
  - Recherches sur la précession des équinoxes et sur la nutation de l'axe de la terre (Investigación sobre la precesión de los equinoccios y sobre la nutación del eje de la tierra) (1749)
- Textos no científicos: estos textos fueron a menudo reeditados y reelaborados por d'Alembert y se relacionan con varios temas: elogios leídos en la Academia Francesa, discursos y disculpas, artículos, reseñas de libros, traducciones... Jean-Daniel Candaux realizó un directorio alfabético http://dalembert.academie-sciences.fr/Pdf/SerieIV-DA-biblio.pdf (2004)].
  - Discours préliminaire de l'Encyclopédie (Discurso preliminar de la Enciclopedia) (1751)
  - Éléments de musique (Elementos de música) (1752)
  - Mélanges de littérature, d'histoire et de philosophie (Mezclas de literatura, historia y filosofía) (1753 1a. ed. en 2 volúmenes, 1759 2.ª ed. en 4 volúmenes y luego adición de un volumen 5 en 1767). 5 volúmenes en un volumen, París, ed. Garnier Classics, 2018, 1245 p. ISBN 978-2-406-06362-9
  - Recherches sur différens points importans du système du monde (Investigación sobre diferentes puntos importantes del sistema del mundo) (1a. parte, París, chez David l'aîné, 1754), (2a parte, París, David, 1754), (3a parte, París David, 1756)
  - Essai sur les éléments de philosophie (Ensayo sobre los elementos de la filosofía) (1759)
  - Sur la destruction des jésuites en France, par un sieur désintéressé, pamphlet (Sobre la destrucción de los jesuitas en Francia, por un sieur desinteresado, panfleto) (1765-1767)
- Encyclopédie ou Dictionnaire raisonné des sciences, des arts et des métiers (Enciclopedia o Diccionario Razonado de Ciencias, Artes y Oficios), Flammarion, (1993) ISBN 2-080704265.
- Cartas: las obras completas del CNRS reúnen un corpus de 2200 cartas de d'Alembert, más del doble de la correspondencia de Diderot[11].
- Wikisource contiene obras originales de o sobre Jean le Rond d'Alembert. — Cartas publicadas por Gaston Maugras.
  - Correspondencia con Federico el Grande, ed. Preuss, (Berlín, Duncker 1854, et al.)

## Eponimia
- El cráter lunar d'Alembert lleva este nombre en su honor.